# Tommy Savas
Tommy Savas (New York, 20 dicembre 1984) è un attore statunitense.

## Filmografia

### Cinema
- Seven Days, regia di Tristen Tuckfield (2007)
- Poolside, regia di Kyle Howard (2009)
- Accadde il giorno di San Valentino (It Happened One Valentine's), regia di Jake Helgren (2017)

### Televisione
- I Soprano (The Sopranos) – serie TV, 2 episodi (2001)
- Law & Order - Unità vittime speciali (Law & Order: SVU) – serie TV, episodio 4x02 (2002)
- Arrested Development - Ti presento i miei (Arrested Development) – serie TV, episodio 1x13 (2004)
- Cold Case - Delitti irrisolti (Cold Case) – serie TV, episodio 3x10 (2005)
- La complicata vita di Christine (The New Adventures of Old Christine) – serie TV, episodio 1x03 (2006)
- Senza traccia (Without a Trace) – serie TV, episodio 4x22 (2006)
- Shark - Giustizia a tutti i costi (Shark) – serie TV, episodio 1x17 (2007)
- General Hospital – serie TV, 2 episodi (2008)
- Avvocati a New York (Raising the Bar) – serie TV, episodio 2x03 (2009)
- CSI: NY – serie TV, episodio 6x20 (2010)
- Justified - L'uomo della legge (Justified) – serie TV, episodio 1x12 (2010)
- Dr. House - Medical Division (House, M.D.) – serie TV, episodio 7x19 (2011)
- Prime Suspect – serie TV, episodio 1x06 (2011)
- Castle – serie TV, episodio 4x13 (2012)
- Psycho Girlfriend – serie TV, 21 episodi (2009-2012)
- Hollywood Heights - Vita da popstar (Hollywood Heights) – serie TV, 9 episodi (2012)
- Extra Butter, Please – serie TV, 48 episodi (2011-2012)
- The Online Gamer – serie TV, 16 episodi (2013)
- The Last Ship – serie TV (2014-in corso)
- State of Affairs – serie TV, 13 episodi (2014-2015)
- 9-1-1 – serie TV, episodio 2x04 (2018)

## Doppiatori italiani
Nelle versioni in italiano delle opere in cui ha recitato, Tommy Savas è stato doppiato da:
- Fabrizio De Flaviis in Cold Case - Delitti irrisolti
- Federico Talocci in Accadde il giorno di San Valentino
- Edoardo Stoppacciaro in CSI: NY
- Daniele Giuliani in Dr. House - Medical Division
- Andrea Mete in Castle
- Gabriele Trentalance in Code Black
- Raffaele Carpentieri ne Il mistero dei Templari - La serie
- Alessandro Capra in 9-1-1
- Federico Viola in Dirty John